# پونتزا
پونتزا (به ایتالیایی: Ponza) یک کومونه در ایتالیا است که در استان لاتینا واقع شده‌است. پونتزا ۹٫۸۷ کیلومتر مربع مساحت و ۳٬۳۰۷ نفر جمعیت دارد و ۱۰ متر بالاتر از سطح دریا واقع شده‌است.

## خواهرخوانده
شهر فروزینونه خواهرخواندهٔ پونتزا هست.